# 阿利斯泰尔·菲尔丁
阿利斯泰尔·菲尔丁（英語：Alistair Fielding，2000年3月3日—），英国男子自行车运动员，2022年欧洲场地自行车锦标赛男子团体竞速赛铜牌得主、2022年世界场地自行车锦标赛男子团体竞速赛铜牌得主、2023年欧洲场地自行车锦标赛男子团体竞速赛银牌得主。